# Lijst van heersers van Hohenlohe
Dit is een lijst van de heersers van Hohenlohe en de hieruit voortgekomen staten. 

## Hohenlohe
- 1192-1209: Hendrik

Hohenlohe wordt in 1209 opgesplitst in Hohenlohe en Hohenlohe-Brauneck
- 1209-1266: Godfried

Hohenlohe wordt in 1266 opgesplitst in Hohenlohe-Weikersheim en Hohenlohe-Uffenheim. 

## Hohenlohe-Brauneck (tot 1249)
- 1209-1249 Koenraad I

Hohenlohe-Brauneck wordt in 1249 opgesplitst in Hohenlohe-Brauneck en Hohenlohe-Haltenbergstetten.
| - 1249-1273: Godfried I - 1273-1306: Godfried II - 1306-1354: Godfried III - 1354-1368: Godfried IV - 1368-1390: Koendraad II Koenraads dochter Margaretha trouwde met graaf Johan van Hardegg, aan wie Hohenlohe-Brauneck in 1390 toeviel. |  | - 1249-1268: Hendrik - 1268-1300: Gebhard - 1300-1332: Ulrich I - 1332-1347: Ulrich II - 1347-1367: Ulrich III - 1367-1381: Ulrich IV Hohenlohe-Haltenbergstetten kwam in 1381 toe aan Hohenlohe-Weikersheim |

| - 1266-1313: Crato I - 1313-1344: Crato II - 1344-1371: Crato III - 1371-1429: Albrecht - 1429-1472: Crato IV - 1472-1503: Crato V - 1503-1551: George Hohenlohe-Weikersheim wordt opgesplitst in Hohenlohe-Neuenstein en Hohenlohe-Waldenburg |  | - 1266-1271: Albrecht I - 1271-1290: Godfried - 1290-1314: Albrecht II - 1314-1359: Lodewijk - 1359-1387: Godfried II - 1387-1412: Johan Hohenlohe-Uffenheim komt toe aan Frederik van Limburg, die met de zus van Johan, Elisabeth, was getrouwd. |